# Charlie Parry
Charles Frederick Parry, detto Charlie (Llansilin, 25 dicembre 1869 – Oswestry, 4 febbraio 1922), è stato un calciatore gallese, di ruolo difensore.

## Carriera

### Club

#### Gli inizi
Nato a Llansilin, inizia ad avviarsi verso il calcio già da ragazzino. Date le sue buone prestazioni con alcune formazioni giovanili, William Nunnerley, segretario della Federazione calcistica del Galles e arbitro internazionale, decide di offrirgli un contratto professionistico presso il Chester St Oswalds.

#### Everton
Nella primavera del 1889 viene ingaggiato dall'Everton. Debutta ufficialmente con la maglia delle Toffees il 6 aprile 1889, segnando una della 4 reti refilate al Witton in una gara amichevole. Il 7 settembre è la volta del suo esordio in campionato, avvenuto negli sviluppi di una gara contro il Blackburn. Nella stessa gara, a parte aver segnato il gol del momentaneo 3-0, Parry venne espulso al minuto 81 a causa di continui falli. Parry termina la stagione non saltando neanche una gara e con la propria squadra piazzatasi al secondo posto.
Durante la stagione 1890-1891 il giocatore viene principalmente relegato alla squadra riserve, riuscendo a scendere in campo con la prima squadra in sole 13 occasioni. Tuttavia, nonostante il suo scarso minutaggio, riesce comunque a fregiarsi del titolo di campioni d'Inghilterra a fine stagione. All'inizio della stagione successiva, complice il suo rendimento discontinuo e la sua successiva esclusione dal piano tecnico, chiede di lasciare la squadra.
Nel novembre 1891 viene ceduto in prestito al Manchester City, allora conosciuto come AFC Adwick. In circa tre mesi di permanenza colleziona 11 presenze e una marcatura, prima di fare ritorno all'Everton.
Parry viene ufficialmente reintegrato in rosa nel dicembre 1892 e torna a disputare una gara ufficiale in prima squadra nel gennaio 1893 contro il Sunderland. Nel settembre dello stesso anno viene sospeso dalla società per ubriachezza. Il 19 marzo 1894 Parry ebbe nuovamente problemi con il consiglio d'amministrazione del club, a causa di una mancata partecipazione a una sessione di allenamento; di conseguenza, fu sospeso per 15 giorni.
Dopo la partenza di Bob Howarth all'inizio della stagione 1894-1895, Parry riprese a giocare con regolarità, terminando la stagione saltando solamente tre partite. Il 30 settembre 1895 disputa la sua ultima gara con la maglia delle Toffees, una sconfitta 4-3 in casa dell'Aston Villa.

#### Carriera successiva
Dopo un breve ritorno all'Ardwick senza mai scendere in campo, si accasa al Newtown, con cui nel 1897 raggiunse la finale di Coppa del Galles, persa 2-0 contro il Wrexham. Dopo quattro annate si trasferisce all'Aberystwyth Town, con cui vinse la coppa nazionale nel 1900 battendo 3-0 i Ruabon Druids. Parry conclude la propria carriera agonistica nel 1906, con indosso la maglia dell'Oswestry United.

### Nazionale
Parry debutta con la nazionale gallese il 7 marzo 1891, in una sconfitta 4-1 contro i rivali dell'Inghilterra.

## Palmarès

### Club

#### Competizioni nazionali
- Campionato inglese: 1

Everton: 1890-1891
- Coppa del Galles: 1

Aberystwyth Town: 1900